# Kyskhedstræ-slægten
Kyskhedstræ-slægten (Vitex) er en slægt med ca. 250 arter af løvfældende buske og træer, der er udbredt i tropiske, subtropiske og varmt tempererede områder. Bladene er modsatte og 3-7 fingrede. Blomsterne sidder i slanke, endestillede aks. Tidligere blev slægten henregnet til familien Verbena-familien (Verbenaceae), men fylogenetiske undersøgelser viser, at den hører til i Læbeblomst-familien.
| Arter |

- Kyskhedstræ (Vitex agnus-castus)
- Vitex negundo